# 都拉塔口岸
都拉塔口岸（維吾爾語：دولات پورتى‎）是位于中国新疆伊犁州察布查尔锡伯自治县爱新舍里镇南段中部的一个中哈边境口岸。所在区域列为察布查尔锡伯自治县下辖的一个类似乡级单位。

## 行政区划
都拉塔口岸下辖以下地区：
口岸机关虚拟社区。